# Turneul celor Patru Trambuline 2019-2020
Turneul celor Patru Trambuline 2019-20 a avut loc în cele patru locuri tradiționale:  Oberstdorf, Garmisch-Partenkirchen, Innsbruck și Bischofshofen situate în Germania și Austria, în perioada 28 decembrie 2019 și 6 ianuarie 2020.

## Rezultate

### Oberstdorf
HS 137 Schattenbergschanze, Germania

29 decembrie 2019
| Loc | Nume            | Naționalitate | 1a(m) | 2a (m) | Puncte | Puncte Total Turneu |
| --- | --------------- | ------------- | ----- | ------ | ------ | ------------------- |
| 1   | Ryōyū Kobayashi | Japonia       | 138,0 | 134,0  | 305,1  | 305,1               |
| 2   | Karl Geiger     | Germania      | 135,0 | 134,0  | 295,9  | 295,9               |
| 3   | Dawid Kubacki   | Polonia       | 132,0 | 133,0  | 294,7  | 294,7               |
| 4   | Stefan Kraft    | Austria       | 131,0 | 132,0  | 291,2  | 291,2               |
| 5   | Piotr Żyła      | Polonia       | 132,0 | 129,0  | 281,5  | 281,5               |

### Garmisch-Partenkirchen
HS 140 Große Olympiaschanze, Germania

1 ianuarie 2020
| Loc | Nume            | Naționalitate | 1a(m) | 2a (m) | Puncte | Puncte Total Turneu (Loc în clasamentul general al turneului) |
| --- | --------------- | ------------- | ----- | ------ | ------ | ------------------------------------------------------------- |
| 1   | Marius Lindvik  | Norvegia      | 143,5 | 136,0  | 289,8  | 568,3 (4)                                                     |
| 2   | Karl Geiger     | Germania      | 132,0 | 141,5  | 285,0  | 580,9 (2)                                                     |
| 3   | Dawid Kubacki   | Polonia       | 137,0 | 139,5  | 284,0  | 578,7 (3)                                                     |
| 4   | Ryōyū Kobayashi | Japonia       | 132,0 | 141,0  | 282,1  | 587,2 (1)                                                     |
| 5   | Daiki Itō       | Japonia       | 131,0 | 136,5  | 273,4  | 540,7 (10)                                                    |

### Innsbruck
HS 130 Bergiselschanze, Austria

 4 ianuarie 2020
| Loc | Nume               | Naționalitate | 1a(m) | 2a (m) | Puncte | Puncte Total Turneu (Loc în clasamentul general al turneului) |
| --- | ------------------ | ------------- | ----- | ------ | ------ | ------------------------------------------------------------- |
| 1   | Marius Lindvik     | Norvegia      | 133,0 | 120,5  | 253,3  | 821,6 (2)                                                     |
| 2   | Dawid Kubacki      | Polonia       | 133,0 | 120,5  | 252,0  | 830,7 (1)                                                     |
| 3   | Daniel-André Tande | Norvegia      | 126,0 | 131,0  | 249,3  |                                                               |
| 4   | Stefan Kraft       | Austria       | 123,0 | 127,5  | 245,0  | 798,6 (5)                                                     |
| 5   | Stephan Leyhe      | Germania      | 125,0 | 125,0  | 241,6  | 779,8 (6)                                                     |

### Bischofshofen
HS 140 Paul-Ausserleitner-Schanze, Austria

 6 ianuarie 2020
| Loc | Nume           | Naționalitate | 1a(m) | 2a (m) | Puncte | Puncte Total Turneu |
| --- | -------------- | ------------- | ----- | ------ | ------ | ------------------- |
| 1   | Dawid Kubacki  | Polonia       | 143,0 | 140,5  | 300,9  | 1131,6 (1)          |
| 2   | Karl Geiger    | Germania      | 140,0 | 136,0  | 291,0  | 1108,4 (3)          |
| 3   | Marius Lindvik | Norvegia      | 139,0 | 137,0  | 289,4  | 1111,0 (2)          |
| 4   | Stefan Kraft   | Austria       | 138,0 | 137,0  | 287,4  | 1086,0 (5)          |
| 4   | Peter Prevc    | Slovenia      | 136,5 | 138,0  | 283,6  | 1048,8 (8)          |

### Clasament General
Clasamentul general după desfășurarea a patru concursuri.
| Loc | Nume                 | Naționalitate | Oberstdorf (final) | Garmisch-Partenkirchen (final) | Innsbruck (final) | Bischofshofen (final) | Puncte Total Turneu |
| --- | -------------------- | ------------- | ------------------ | ------------------------------ | ----------------- | --------------------- | ------------------- |
| 1   | Dawid Kubacki        | Polonia       | 294,7 (3)          | 284,0 (3)                      | 252,0 (2)         | 300,9 (1)             | 1.131,6             |
| 2   | Marius Lindvik       | Norvegia      | 278,5 (10)         | 289,8 (1)                      | 253,3 (1)         | 289,4 (3)             | 1.111,0             |
| 3   | Karl Geiger          | Germania      | 295,9 (2)          | 285,0 (2)                      | 236,5 (8)         | 291,0 (2)             | 1.108,4             |
| 4   | Ryōyū Kobayashi      | Japonia       | 305,1 (1)          | 282,1 (4)                      | 229,8 (14)        | 279,0 (7)             | 1.096,0             |
| 5   | Stefan Kraft         | Austria       | 291,2 (4)          | 262,4 (13)                     | 245,0 (4)         | 287,4 (4)             | 1.086,0             |
| 6   | Johann André Forfang | Norvegia      | 272,5 (15)         | 266,2 (9)                      | 238,4 (7)         | 273,9 (11)            | 1.051,0             |
| 7   | Domen Prevc          | Slovenia      | 279,5 (9)          | 261,3 (17)                     | 234,6 (10)        | 275,5 (9)             | 1.050,9             |
| 8   | Peter Prevc          | Slovenia      | 265,3 (21)         | 263,6 (12)                     | 236,3 (9)         | 283,6 (5)             | 1.048,8             |
| 9   | Daiki Itō            | Japonia       | 267,3 (18)         | 273,4 (5)                      | 221,9 (18)        | 276,4 (8)             | 1.039,0             |
| 10  | Stephan Leyhe        | Germania      | 276,6 (13)         | 261,6 (16)                     | 241,6 (5)         | 257,7 (18)            | 1.037,5             |

## Legături externe
- de Site web oficial